# Robert White (incisore)

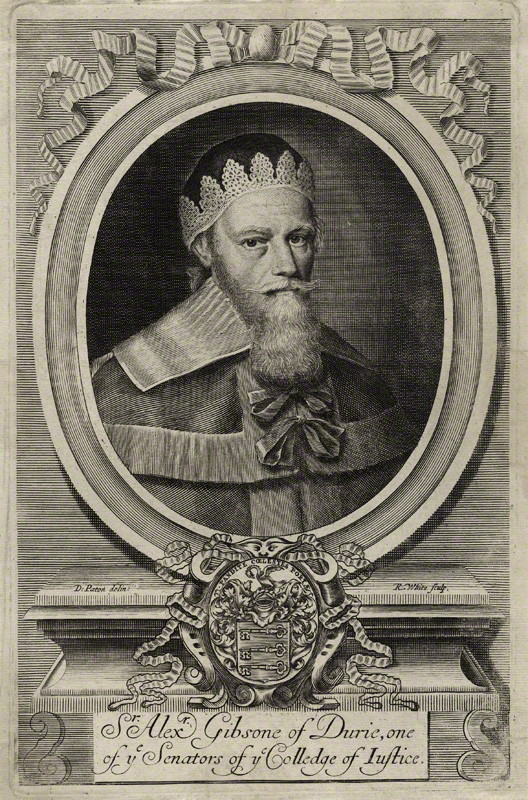
Ritratto di Alexander Gibson, Lord Durie (1690)

Robert White (Londra, 1645 – Bloomsbury, 1703 o 1704) è stato un incisore, pittore e disegnatore inglese.

## Biografia

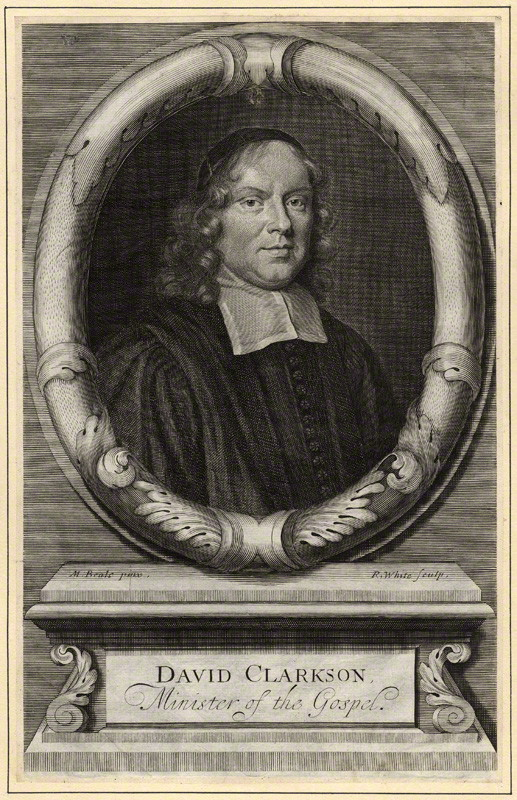
Ritratto di David Clarkson da Mary Beale

Padre di George, apprese l'arte dell'incisione alla scuola di David Loggan, da cui ereditò la posizione di spicco nella realizzazione di tavole per il commercio di stampe.
Eseguì principalmente ritratti, di solito incisi a partire da propri disegni a matita dal vero su vellum, ma anche da opere di artisti famosi come Antoon van Dyck e Godfrey Kneller. La maggior parte di questi furono commissionati da editori per la realizzazione di frontespizi per libri. Preparò anche tavole per illustrare libri e almanacchi (nel 1674 illustrò il suo primo Almanacco di Oxford) e rappresentò architetture: parecchie di quest'ultimo soggetto furono realizzate per David Loggan. La sua produzione artistica fu molto ampia, ma non ben documentata. Realizzò, infatti, più di 400 ritratti tra il 1666 e il 1702. Nella maggior parte di queste opere l'accento è posto sul volto dei personaggi ritratti, mentre il corpo, che di solito era eseguito da assistenti, è delineato con pochi, ma efficaci tratti di matita. Per articolare finemente i tratti facciali, White utilizzava anche punte di metallo e occasionalmente aggiungeva il colore marrone chiaro ai volti. Oltre alle incisioni, realizzò ritratti a matita come opere a sé stante.
I suoi lavori, anche se delineati meno finemente di quelli di Loggan, tuttavia evidenziano la capacità dell'artista di rappresentare i soggetti con grande verosimiglianza.
Verso la fine del XVI secolo, la tecnica di incisione del periodo fu gradualmente sostituita dalla maniera nera, tecnica che almeno apparentemente quest'artista non utilizzò direttamente, ma solamente pubblicò stampe da tavole realizzate da altri. Secondo Spooner, citato da Whitmore, invece, Robert White eseguì alcune teste a mezzatinta, ottenendo però risultati decisamente inferiori rispetto alle altre sue incisioni.
Non collezionò regolarmente le sue opere, ma ne conservò le prove, che, riutilizzate per quarant'anni, gli resero 400 o 500 sterline. Ciononostante, morì indigente e questi stampi furono venduti ad un libraio a Poultry, che si arricchì rapidamente.
Fu suo allievo John Sturt.

## Opere
- Ritratto di David Clarkson, incisione da Mary Beale, 1696
- Ritratto di Alexander Gibson, Lord Durie, incisione da David Paton, 1690
- Ritratto di Anthony Tuckney, incisione, 194 × 132 mm, 1676[7]
- Ritratto di Augusto II di Polonia, incisione, 1697[8]
- Ritratto di Henry Somerset, I duca di Beaufort, incisione, 1679[9]
- Ritratto di Edmund Ludlow, incisione, 1689[10]
- Ritratto di Sir Edward Ward, incisione da Godfrey Kneller, 1702[11]
- Ritratto di Henry Coley, incisione, 1676[12]
- Ritratto di James Hamilton, I duca di Hamilton, incisione, 244 × 155 mm, National Portrait Gallery, Londra[13]
- Ritratto di John Browne, incisione, 1678[14]
- Ritratto di John Partridge, incisione, 1679[15]